# Pommiers (Aisne)
Pommiers ist eine französische Gemeinde mit 738 Einwohnern (Stand: 1. Januar 2022) im Département Aisne in der Region Hauts-de-France. Sie gehört zum Arrondissement Soissons und zum Kanton Soissons-1. Die Einwohner werden Pomméramiens genannt.

## Geographie
Pommiers liegt etwa drei Kilometer westnordwestlich des Stadtzentrums von Soissons am Fluss Aisne. Am Südrand der Gemeinde führt die Route nationale 31 entlang. Nachbargemeinden von Pommiers sind Vaurezis im Norden, Pasly im Nordosten, Soissons im Osten, Mercin-et-Vaux im Süden, Pernant im  Südwesten, Osly-Courtil im Westen sowie Cuisy-en-Almont im Nordwesten.

## Geschichte
Im Gemeindegebiet soll an der Grenze zu Soissons das keltische Oppidum Noviodunum der Suessionen liegen.

### Bevölkerungsentwicklung
| Jahr                       | 1962 | 1968 | 1975 | 1982 | 1990 | 1999 | 2006 | 2013 | 2022 |
| Einwohner                  | 443  | 437  | 443  | 587  | 646  | 601  | 619  | 606  | 738  |
| Quellen: Cassini und INSEE |      |      |      |      |      |      |      |      |      |

## Sehenswürdigkeiten

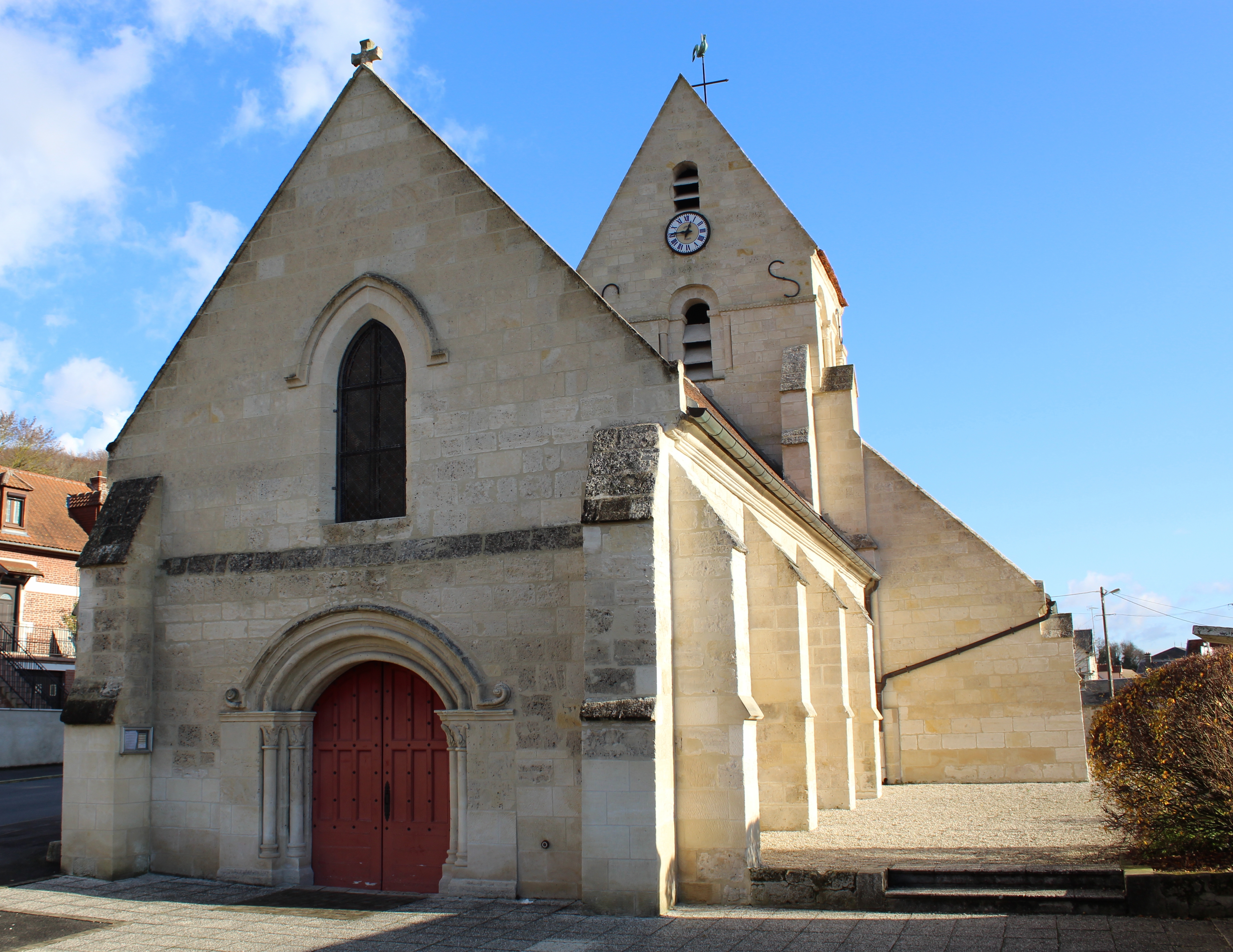
Kirche Saint-Martin
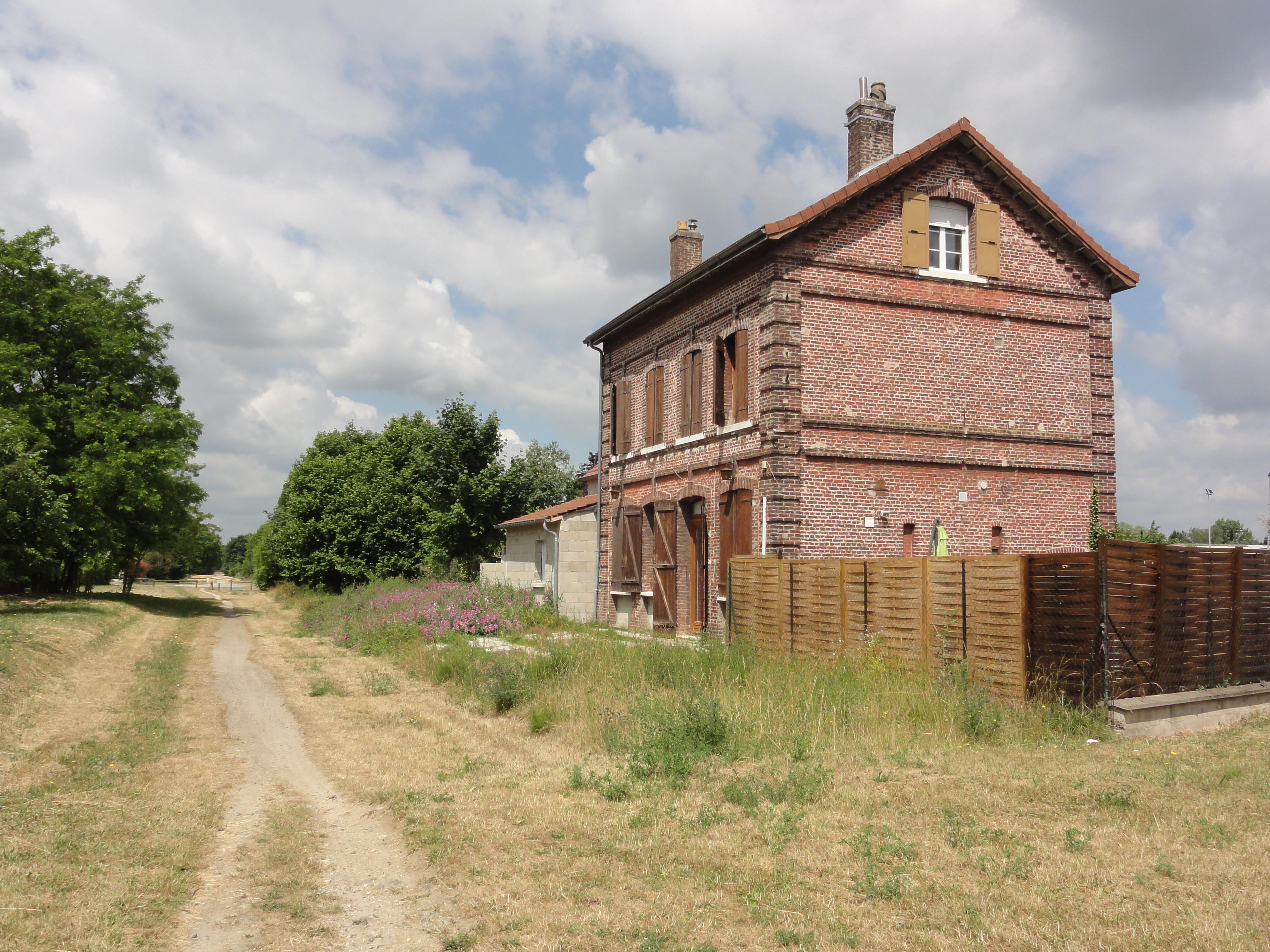
Ehemaliger Bahnhof Mercin - Pommiers
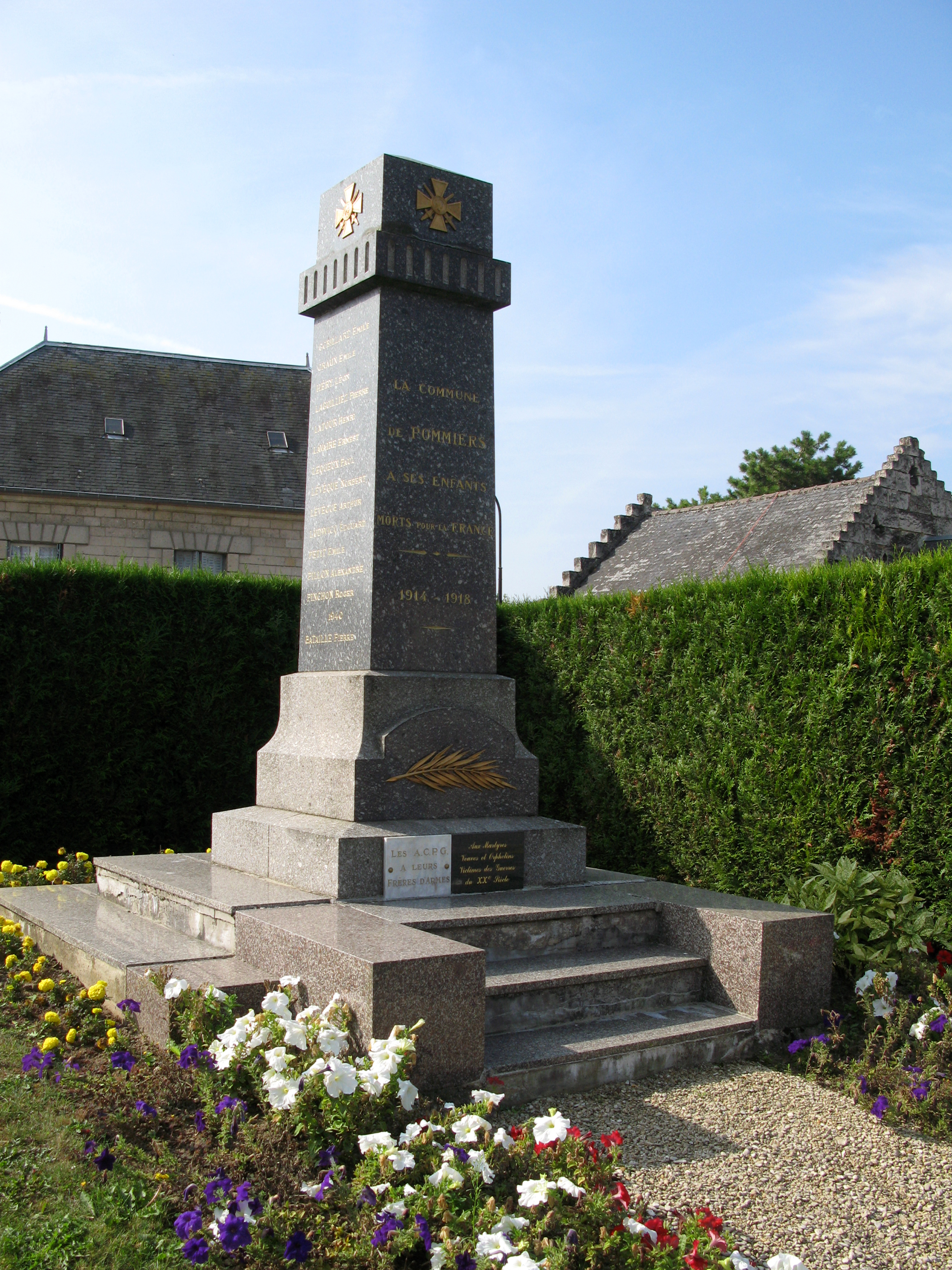
Gefallenendenkmal

- Kirche Saint-Martin
- Ehemaliger Bahnhof Mercin - Pommiers
- Gefallenendenkmal